# Efectele curentului electric
Efectele curentului electric reprezintă o serie de manifestări diverse care survin ca rezultat al circulației sarcinilor electrice sau al diferenței de tensiune. Printre efectele cele mai frecvent întâlnite se numără: încălzirea conductorilor, crearea de câmpuri magnetice, declanșarea reacțiilor chimice și emisia de lumină. Aceste efecte constituie fundamentul funcționării unei multitudini de dispozitive și sisteme din diverse domenii tehnice, variind de la electronice de dimensiuni reduse până la motoare electrice de putere mare.

## Efectul termic
Efectul termic, cunoscut și sub denumirea de efect Joule-Lenz, se caracterizează prin eliberarea de căldură într-un conductor străbătut de un curent electric. Acest fenomen este rezultatul interacțiunii dintre electronii liberi din conductor și atomii acestuia. În urma coliziunilor cu atomii, electronii le transferă o parte din energia lor cinetică, provocând astfel o creștere a energiei cinetice a atomilor și, în mod implicit, o creștere a temperaturii conductorului.
Formula:
Cantitatea de căldură degajată de un conductor parcurs de curent electric poate fi calculată cu ajutorul formulei:
{\displaystyle {\ce {Q=I^{2}\cdot R\cdot t}}}
unde:
- Q - cantitatea de căldură degajată [în Jouli]
- I - intensitatea curentului electric [în Amperi]
- R - rezistența electrică a conductorului [în Ω (ohmi)]
- t - timpul de trecere a curentului electric [în secunde]

Aplicații industriale:
Efectul termic al curentului electric are o multitudine de aplicații industriale, printre care se numără:
1. Cuptoare electrice:  Acestea folosesc rezistențe electrice pentru a încălzi un spațiu interior. Rezistențele sunt fabricate din materiale cu rezistivitate electrică mare, precum nicromul sau feronicromul. Când curentul electric trece prin aceste rezistențe, se produce căldură care încălzește spațiul interior al cuptorului. Cuptoarele electrice sunt utilizate în diverse procese industriale, cum ar fi gătitul, coacerea pâinii și a prăjiturilor, topirea metalelor.
2. Tăierea metalelor: Procesul de tăiere a metalelor cu arc electric se bazează pe efectul termic al curentului electric. Un arc electric este generat între un electrod și piesa metalică care urmează a fi tăiată. Arcul electric, având o temperatură extrem de ridicată, de aproximativ 6.000–7.000 K, topește metalul, permițând astfel tăierea acestuia.
3. Sudarea cu arc electric: Sudarea cu arc electric este o altă aplicație a efectului termic al curentului electric. Un arc electric este generat între un electrod și piesele metalice care urmează a fi sudate. Arcul electric topește atât metalul electrodului, cât și al pieselor de sudat, creând astfel o îmbinare sudată.
4. Încălzirea prin inducție: Încălzirea prin inducție se bazează pe efectul inductiv al curentului electric. Când un material conductor este plasat într-un câmp magnetic alternativ, curenții induși generează încălzirea materialului. La frecvențe mari, încălzirea este mai accentuată la suprafața materialului conductor. Acest efect este utilizat pentru tratamentele superficiale ale metalelor, lipirea și încălzirea alimentelor în cuptoarele cu microunde.
5. Topirea metalelor: Cuptoarele electrice cu inducție pot fi folosite și pentru topirea metalelor. Un câmp magnetic alternativ este generat în interiorul cuptorului, inducând curenți electrici în metalul care urmează a fi topit. Curenții induși generează încălzirea metalului și topirea acestuia.
6. Încălzirea dielectricilor: Dacă un dielectric este introdus între două armături plane alimentate cu curent alternativ, acesta se încălzește datorită pierderilor dielectrice. Acest fenomen este utilizat pentru topirea maselor plastice, încălzirea îmbinărilor din lemn, încălzirea alimentelor în cuptoarele cu microunde și altele.
Exemple practice: Să presupunem că avem un conductor cu o rezistență de 5 Ω, prin care trece un curent de 2 A timp de 3 secunde. Cantitatea de căldură degajată poate fi calculată cu ajutorul formulei:
{\displaystyle Q=I^{2}\cdot R\cdot t=>Q=2^{2}\cdot 5\cdot 3=>Q=60J}
Deci, în acest caz, conductorul va degaja 60 J de căldură.
Calculul încălzirii: Este esențial să se calculeze încălzirea generată de trecerea curentului electric prin conductoarele aparatelor și mașinilor electrice pentru a ne asigura că:
- Temperatura maximă admisă de materialele izolatoare nu este depășită. O temperatură excesiv de ridicată poate duce la deteriorarea izolației și la apariția unor defecțiuni.
- Funcționarea aparatului este eficientă. O parte din energia electrică consumată este transformată în căldură, ceea ce poate reduce randamentul aparatului.

Pentru a calcula încălzirea, se pot utiliza diverse metode, în funcție de complexitatea problemei. O metodă simplă este de a utiliza formula:
{\displaystyle \Delta T=Q \over m\cdot c}
unde:
- ΔT - creșterea temperaturii (în °C)
- Q - cantitatea de căldură degajată (în Jouli)
- m - masa conductorului (în kilograme)
- c - capacitatea termică masică a conductorului (în J/kg K)

Efectul termic al curentului electric are o gamă largă de aplicații în diverse domenii ale industriei și vieții cotidiene. Înțelegerea principiilor fundamentale ale acestui efect este crucială pentru proiectarea și utilizarea eficientă a dispozitivelor electrice.

## Efectul magnetic
Efectul magnetic implică formarea unui câmp magnetic în jurul unui conductor prin care trece un curent electric. Acest câmp magnetic poate fi identificat cu ajutorul unor ace magnetice sau a unei busole.
Formula pentru modulul vectorului inducție magnetică (B) într-un punct situat la distanța r de conductorul parcurs de curent electric:
{\displaystyle {B=\mu _{0}\cdot I \over 2\pi r}}, unde:
- B: modulul vectorului inducție magnetică (măsurat în Tesla - T)
- μ₀: permeabilitatea magnetică a vidului (o constantă universală cu valoarea de aproximativ 4π * 10^(-7) H/m)
- I: intensitatea curentului electric care străbate conductorul (măsurată în Amperi - A)
- r: distanța de la punctul respectiv la conductor (măsurată în metri - m)

Formula pentru modulul vectorului inducție magnetică (B) a câmpului magnetic creat în centrul unei spire circulare de rază r, parcursă de curent electric:
{\displaystyle {B=\mu _{0}\cdot I \over 2r}}, unde:
- B: modulul vectorului inducție magnetică (măsurat în Tesla - T)
- μ₀: permeabilitatea magnetică a vidului (o constantă universală cu valoarea de aproximativ {\displaystyle 4\pi *10^{(}-7)H/m})
- I: intensitatea curentului electric care străbate spira (măsurată în Amperi - A)

- r: raza spirei (măsurată în metri - m)

Exemplu: Să presupunem că avem un conductor parcurs de un curent electric de 2 A, iar un punct se află la o distanță de 0,5 m de conductor. Care este modulul vectorului inducție magnetică (B) în acel punct?
Soluție: Aplicând formula, obținem:
{\displaystyle B=(\mu _{0}\cdot I)/(2\pi r)=(4\pi \cdot 10^{-7}H/(m\cdot 2A))/(2\pi \cdot 0.5m)\approx 4\times 10^{-6}T}

Astfel, modulul vectorului inducție magnetică (B) în acel punct este de aproximativ {\displaystyle 4\cdot 10^{(}-6)} Tesla.

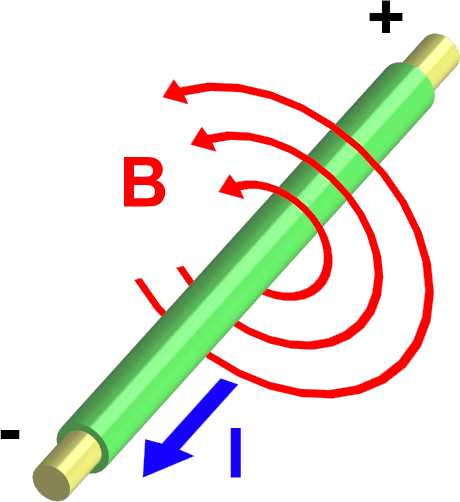
Ilustrație a unui câmp magnetic în jurul unui fir prin care circulă un curent pozitiv.

## Efectul chimic al curentului electric

### Electroliza
Electroliza reprezintă un proces chimic în care curentul electric continuu este folosit pentru a provoca descompunerea chimică a unui electrolit (o substanță ionică dizolvată în apă sau alt solvent) în componentele sale chimice.
Electroliza unei soluții de clorură de cupru:
- În electrolit, datorită procesului de disociere, sunt prezenți ioni de Cu2+ (cationi) și ioni de Cl- (anioni).
- După un interval de timp, electrodul negativ (catodul) dobândește o nuanță roșiatică, ca urmare a depunerii de cupru metalic, și se emană un miros înțepător de clor gazos.
- Masa catodului crește pe parcursul electrolizei, în timp ce masa anodului scade.
- Ionii de Cu2+ sunt atrași de catod, unde primesc electroni, devin neutri și se depun sub formă de cupru metalic.
- Ionii de Cl- migrează spre anod, unde, cedând electroni, devin atomi de clor neutri. Aceștia se combină doi câte doi, formând molecule de gaz de clor (Cl2) care se degajă în atmosferă. Neutralizarea electrică a ionilor este însoțită de reacții chimice specifice la electrozi, care modifică compoziția chimică a suprafeței acestora.

Reacțiile chimice de la electrozi conduc la un fenomen cunoscut sub numele de ionizare electrolitică.
Electroliza apei: Electroliza apei constituie un alt exemplu important de electroliză. În acest proces, apa este descompusă în hidrogen și oxigen prin trecerea unui curent electric.
Compararea maselor finale ale electrozilor:
- m3 > m2 > m1: Masa de cupru depusă pe catod (m) este proporțională cu timpul (t) de electroliză.
- m4 > m3: Masa de cupru depusă pe catod (m) este proporțională cu intensitatea curentului (I) care trece prin electrolit.

### Aplicații industriale ale electrolizei[20]:
- Obținerea metalelor pure: Electroliza este folosită pentru extragerea metalelor pure (cupru, argint, aluminiu, zinc, platină) prin procese precum galvanoplastia și galvanostegia.
- Rafinarea metalelor: Metalele pure pot fi obținute prin electroliză cu anod solubil, unde metalul impur de pe anod este transferat pe catod sub formă de lamă sau fir de o puritate ridicată. Un exemplu notabil este obținerea aluminiului pur din praf de alumină (Al2O3), topit într-o cuvă cu pereți din grafit (catod) și cu un anod de grafit. Ionii de Al3+ se depun pe pereții cuvei, formând aluminiu pur.
- Obținerea cuprului electrotehnic: Electroliza este utilizată pentru a obține cupru de înaltă puritate, care este folosit în industria electrică și electronică.
- Galvanoplastia: Acest proces constă în depunerea unor straturi subțiri de metal pe obiecte metalice cu scopul de a le proteja sau decora (nichelare, cromare, argintare, aurire etc.).

- Galvanostegia: Acest proces constă în depunerea electrolitică de metal pe mulaje din materiale plastice (sau ceară) impregnate cu un strat de grafit pentru a le face conductoare. Mulajul este montat la catod, iar după depunerea metalului, materialul mulajului este îndepărtat. Astfel, se obțin reproduceri fidele ale formei unor obiecte (sculpturi, opere de artă).

Electroliza în industria chimică: Electroliza este folosită pe scară largă în industria chimică, de exemplu, pentru producerea de clor și sodă caustică.
Electroliza în tratamentul apei: Electroliza este folosită în tratamentul apei pentru a elimina contaminanții.

## Efectul Hall

### Tensiunea Hall
Luăm în considerare o plăcuță din material semiconductor așezată într-un câmp magnetic uniform de inducție B, perpendicular pe fețele laterale ale plăcuței, prin care circulă un curent electric I.
Sub influența forței Lorentz, electronii liberi din materialul semiconductor se vor deplasa către o față a plăcuței, determinând acumularea de sarcini negative pe acea față. Fața opusă va rămâne cu o sarcină pozitivă.
Datorită diferenței de sarcini, se va genera un câmp electric Eh între cele două fețe ale plăcuței. Acest câmp electric va exercita o forță electrică Fe asupra fiecărui electron, forță care este egală și de sens opus cu forța Lorentz.
Astfel, se stabilește un echilibru dinamic, în care forța electrică Fe contrabalansează forța Lorentz, menținând o diferență de potențial constantă Uh (denumită tensiune Hall) între cele două fețe ale plăcuței. Această diferență de potențial poate fi calculată cu formula:
{\displaystyle {\ce {Uh = Kh * I * B}}}
unde:
- Uh: tensiunea Hall (măsurată în Volți - V)
- Kh: constanta Hall (dependentă de temperatură și de natura materialului semiconductor, măsurată în metri cubi pe Coulomb - {\displaystyle m^{3} \over C})
- I: intensitatea curentului electric prin plăcuță (măsurată în Amperi - A)
- B: inducția câmpului magnetic (măsurată în Tesla - T)

Semiconductoarele și Efectul Hall: Semiconductoarele sunt extrem de utile în studiul Efectului Hall, deoarece mobilitatea și numărul de purtători de sarcină în acestea pot fi controlate prin dopare.
Sensibilitatea la Temperatură: Efectul Hall în semiconductoare este sensibil la temperatură. Această caracteristică poate fi utilizată pentru a măsura temperatura în anumite aplicații.

### Aplicații tehnice
Cea mai semnificativă aplicație a efectului Hall se regăsește în domeniul măsurării câmpului magnetic. Dispozitivele care folosesc acest principiu sunt denumite teslametre.
Un teslametru tipic este format din:
- O sondă care conține o plăcuță semiconductoare de mici dimensiuni (de exemplu, 1 mm x 2 mm x 2 mm) plasată la capătul unei tije.
- Un milivoltmetru gradat direct în militesla (mT) pentru a afișa tensiunea Hall.
- Un generator de tensiune continuă care furnizează curentul electric prin plăcuța semiconductoare.

Senzori Hall: Senzorii Hall sunt utilizați într-o multitudine de aplicații, nu doar pentru măsurarea câmpurilor magnetice. De exemplu, sunt folosiți în industria auto pentru a detecta poziția crenelor pe un volant de motor, în telefoane mobile pentru a detecta închiderea clapetelor și în multe alte aplicații.
Teslametrele moderne folosesc milivoltmetre digitale de înaltă precizie pentru a măsura cu exactitate tensiunea Hall, permițând astfel determinarea precisă a valorii câmpului magnetic.
Efectul Hall Cuantic: Acesta este un fenomen observat la temperaturi extrem de scăzute și câmpuri magnetice foarte puternice, unde tensiunea Hall poate lua valori discrete.

## Efectul piezoelectric
Efectul piezoelectric, descoperit în anul 1880 de către frații Pierre și Jacques Curie, implică două fenomene distincte: efectul piezoelectric direct și efectul piezoelectric invers, cunoscut și ca electrostricțiune.
Efectul piezoelectric direct se referă la proprietatea unor materiale cristaline, precum cuarțul, de a genera sarcini electrice pe anumite fețe ale lor atunci când sunt supuse la solicitări mecanice de compresiune sau întindere, aplicate într-o direcție specifică.
Efectul piezoelectric invers sau electrostricțiunea implică capacitatea cristalelor de a se deforma într-o direcție specifică atunci când pe anumite fețe ale lor este aplicată o diferență de potențial electric. Mărimea sarcinii electrice generate este proporțională cu intensitatea forței aplicate.
Explicația apariției efectului piezoelectric este următoarea: sub influența forțelor F pe direcția axelor mecanice ale cristalului, rețeaua atomică se deformează. În consecință, centrele de greutate ale particulelor cu sarcini negative și ale particulelor cu sarcini pozitive nu mai coincid. Această defazare generează un moment electric dipolar și, implicit, sarcini electrice de polarizare pe suprafața cristalului.

### Aplicații tehnice ale efectului piezoelectric[32]:
- Doza de pickup: În doza de pickup a unui pick-up, un cristal piezoelectric este folosit pentru a transforma vibrațiile mecanice ale acului care parcurge suprafața discului de vinil în semnal electric. Tensiunea generată este proporțională cu adâncimea șanțului de pe disc, corespunzând semnalului audio înregistrat.
- Brichete piezoelectrice și aprinderea automată a combustibilului: Brichetele piezoelectrice și sistemele de aprindere automată a combustibilului la aragaz folosesc cristale piezoelectrice pentru a genera scânteia necesară aprinderii gazului. Prin compresia cristalului la apăsarea butonului de aprindere, se generează o tensiune electrică care declanșează scânteia.
- Difuzoare: Efectul piezoelectric invers[33][34] este utilizat la difuzoare pentru a genera sunete de frecvență variabilă. În funcție de tensiunea aplicată pe fețele cristalului piezoelectric, acesta își va modifica dimensiunile pe o anumită direcție, proporțional cu tensiunea aplicată. Vibrațiile generate de cristal produc undele sonore.
- Generatoare de ultrasunete: Generatoarele de ultrasunete folosesc cristale piezoelectrice pentru a produce vibrații de frecvență foarte mare (peste 20 kHz). Principiul electrostricțiunii este aplicat prin conectarea cristalului la o sursă de tensiune alternativă. Modificarea periodică a dimensiunilor cristalului generează vibrații de ultrasunete.

- Domeniul medical: În domeniul medical, efectul piezoelectric este utilizat în ecografii, unde un cristal piezoelectric este folosit pentru a genera și a recepționa ultrasunetele. Acestea sunt apoi folosite pentru a crea imagini ale structurilor interne ale corpului.

- Alte aplicații: De asemenea, efectul piezoelectric este utilizat pentru măsurarea distanțelor, accelerometrie și măsurarea presiunii. În toate aceste aplicații, deformarea cristalului sub acțiunea unei forțe externe sau a unui potențial electric generează o tensiune electrică proporțională cu forța sau presiunea aplicată. Efectul piezoelectric este un domeniu de cercetare activ în știința și ingineria materialelor datorită proprietăților sale unice și a gamei largi de aplicații.

## Efectul fotoelectric
Efectul fotoelectric a fost observat pentru prima oară de către Heinrich Hertz în 1887. Cu toate acestea, a fost Albert Einstein care, în 1905, a explicat acest fenomen în termeni de cuante de lumină (fotoni), pentru care a primit Premiul Nobel pentru Fizică în 1921.
Energia transportată de radiația electromagnetică este de natură discretă, sub formă de cuante de energie denumite fotoni. Când un flux Φ de radiație electromagnetică cade pe suprafața unei plăcuțe semiconductoare, acesta se divide în trei componente: fluxul transmis, fluxul absorbit și fluxul reflectat. Fluxul absorbit determină promovarea electronilor de la nivele energetice inferioare la nivele energetice superioare. Această tranziție crește energia de vibrație a atomilor din nodurile rețelei cristaline în jurul poziției lor de echilibru.
Creșterea energiei de vibrație a atomilor rețelei conduce la apariția unor purtători de energie de vibrație numiți fononi.
Efectul fotoelectric intern are loc atunci când energia incidentă preluată de electroni contribuie doar la ruperea legăturilor electronilor de valență, transformându-i în electroni liberi.
Efectul fotoelectric extern are loc atunci când energia incidentă reținută în interiorul materialului este mai mare decât energia de legătură a electronilor. În rețea se formează fononi, iar electronii sunt emiși în exterior.
La un semiconductor impurificat, sub influența luminii, apare efectul fotoelectric. Energia radiației incidente este preluată de purtătorii de sarcină liberi, crescându-le energia cinetică.
Am observat că la o joncțiune p-n apare o barieră de potențial. Sub influența luminii, la o joncțiune fotosensibilă, mărimea barierei crește.
Un element care conține o astfel de joncțiune se numește fotoelement și este un generator de tensiune. Fotoelementul este o fotodiodă care, sub influența luminii, generează curent electric într-un circuit, fără a fi necesară o altă sursă de energie externă.
Dacă fotodioda este polarizată invers, curentul din circuit este dat de suma curentului de câmp (la care participă purtătorii minoritari generați termic și prin efect fotoelectric intern) și este proporțional cu fluxul luminos și cu sensibilitatea spectrală a fotodiodei.
Fotodiodele pot fi fabricate dintr-o varietate de materiale semiconductoare. Cele mai comune sunt siliciul (pentru aplicații în spectrul vizibil și aproape infraroșu) și arsenura de galiu (pentru aplicații în infraroșu). Alegerea materialului depinde de aplicație, deoarece fiecare material are o anumită lățime de bandă și eficiență de conversie a energiei.
Efectul fotoelectric are o gamă largă de aplicații. Este principiul de bază din spatele celulelor solare care convertesc energia luminii în energie electrică. De asemenea, este folosit în aparatele fotoelectrice, cum ar fi fotodiodele și fototranzistoarele, care sunt utilizate într-o varietate de dispozitive electronice. În plus, este esențial în tehnologia spațială, unde energia solară este o sursă importantă de energie.

## Efecte termoelectrice (Seebeck, Peltier și Thompson)
Efectul Seebeck implică în apariția unei tensiuni electromotoare (TEM) într-un circuit compus din două materiale conductoare de natură diferită, unite prin joncțiuni, atunci când cele două joncțiuni se află la temperaturi diferite. Acest efect este utilizat în generatoarele termoelectrice (TEG) pentru producerea de electricitate.
Valoarea TEM este proporțională cu diferența de temperatură dintre joncțiuni. Pe baza acestui efect, se realizează termocupluri pentru măsurarea temperaturii.
Fenomenul invers este cunoscut sub numele de efect Peltier. Acesta se manifestă prin absorbția sau degajarea unei cantități de căldură (diferită de cea degajată prin efectul Joule al curentului electric) la o joncțiune formată din doi conductori sau doi semiconductori diferiți. De exemplu, la o joncțiune între cupru și fier apare o tensiune electromotoare de contact.
- Cazul 1: Dacă prin joncțiune trece un curent electric de la cupru la fier, electronii din zona de contact capătă energie cinetică suplimentară, determinând o creștere a temperaturii joncțiunii.

- Cazul 2: La trecerea unui curent în sens invers, temperatura joncțiunii scade.

Aplicații:
- Transport de căldură: Dacă într-un circuit electric cu două joncțiuni ca cele de mai sus circulă un curent electric cu sens adecvat, se poate realiza un transport de căldură de la joncțiunea mai rece la joncțiunea mai caldă. Efectul Peltier[44] este utilizat la realizarea minifrigiderelor și a altor dispozitive de răcire.

Efectul Thompson (sau efectul Joule-Thomson) este un alt efect termoelectric mai puțin cunoscut. Acesta se manifestă prin modificarea temperaturii unui conductor prin care trece un curent electric, în funcție de direcția curentului și de gradientul de temperatură existent în conductor. Acest efect este mai puțin utilizat în practică datorită dificultății de a menține un gradient de temperatură într-un conductor.